# Ponto Chic
Fachada do Ponto Chic do Paissandu, onde o Bauru foi inventado
Ponto Chic é um bar e lanchonete situado em São Paulo, no Largo do Paiçandu, fundado por Odílio Cecchini e Antônio Milanese, em 24 de março de 1922.

## História
Odilio Cecchini fazia parte da diretoria da Sociedade Esportiva Palestra Itália (desde 1942 é a Sociedade Esportiva Palmeiras). Seu sócio Antônio Milanese  morreu em combate como voluntário na Revolução Constitucionalista de 1932.
O estabelecimento ficava no térreo de um prédio de três andares, tinha mesas e balcão em mármore de Carrara, azulejos e cristais importados. Era frequentado por homens da alta sociedade, muito bem vestidos, que ali discutiam política, arte, economia, esportes. Nos andares superiores havia "Madame Fifi com suas francesas". Por muitos anos, foi um ponto de encontro de torcedores do Palmeiras.
Foi no Ponto Chic que Casimiro Pinto Neto, em 1937, criou o sanduíche Bauru, referência à sua cidade natal, o município de Bauru, no estado de São Paulo.
A verdadeira receita do Bauru do Ponto Chic é um sanduíche no pão francês com finas fatias de rosbife, tomate em rodelas, picles e uma mistura de 4 tipos de queijos fundidos em banho-maria (queijo prato, estepe, gouda e suíço).

## Outras unidades
Atualmente há 3 lojas em São Paulo nos bairros do Paissandu, Perdizes e Paraíso.